# Скорија (Салерно)
Скорија је насеље у Италији у округу Салерно, региону Кампанија.
Према процени из 2011. у насељу је живело 26 становника. Насеље се налази на надморској висини од 447 м.